# Guillaume de Bourjolly de Sermaise
Guillaume de Bourjolly de Sermaise, né le 10 juin 1793 à Burlington (États-Unis) et mort le 4 novembre 1871 à Paris 9e, est un militaire français, devenu général de division.
Il commence sa carrière militaire sous le Premier Empire et la poursuit sous la Restauration.

## Biographie
Guillaume Le Pays de Bourjolly de Sermaise est le fils de Louis François Marie Le Pays de Bourjolly, major de cavalerie, garde du corps du roi, et d'Eugénie Verdier de Lorme. Il fait la déclaration du décès de sa mère le 10 juillet 1829 à Strasbourg. Il est le frère du général Jean-Alexandre de Bourjolly.
Sous-lieutenant au 2e régiment de chasseurs italiens le 8 août 1811, il passe lieutenant au 3e régiment de la même arme le 26 juillet 1813. Le 13 octobre de cette année, il est nommé lieutenant-adjudant-major, et rentre comme capitaine au service de France le 7 juillet 1814.
Il fait les campagnes de 1812 en Russie, de 1813 en Illyrie, et de 1814 en Italie. Il est blessé à l'épaule à la bataille du Mincio.
Lors de la Restauration, le 13 août 1814, il entre dans les mousquetaires de la 1re compagnie, et y est fait maréchal-des-logis le 19 mars 1815 ; pourvu du rang de chef d'escadron, il passa avec ce grade aux chasseurs de l'Allier en 1816. Nommé lieutenant-colonel au 3e régiment de chasseurs le 30 avril 1831, il devient colonel du 6e régiment de la même arme le 3 février 1836. Il est promu au grade de maréchal de camp le 22 avril 1846 et général de division le 22 décembre 1851.
Il commande par la suite la 2e subdivision de la 3e division militaire, à Nancy, (Meurthe et Vosges) puis la 10e division à Montpellier. Il siège aussi au Comité de Cavalerie.
Guillaume de Bourjolly de Sermaise est élevé officier de la Légion d'honneur en 1821, et grand officier le 1er juin 1858.

## Sources
- « Guillaume de Bourjolly de Sermaise », dans Charles Mullié, Biographie des célébrités militaires des armées de terre et de mer de 1789 à 1850, 1852 [détail de l’édition]
- « Cote LH/1594/41 », base Léonore, ministère français de la Culture